# 오사카부 제14구
오사카부 제14구(大阪府 第14区)는 일본의 중의원 선거구이다. 1994년 공직선거법으로 신설되었다.
현재 중의원은 자유민주당 소속의 나가오 타카시이다.

## 지역
- 야오시
- 가시와라시
- 하비키노시
- 후지이데라시